# Serwus, jestem nerwus
Serwus, jestem nerwus – humorystyczne słuchowisko radiowe autorstwa Marii Czubaszek, nadawane po raz pierwszy w latach 70. w Programie Trzecim Polskiego Radia. Pierwsze emisje audycji odbywały się w ramach programu Ilustrowany Tygodnik Rozrywkowy. 

## Fabuła i obsada
W słuchowisku uczestniczą dwie postacie, które prowadzą dość absurdalny dialog. Teksty prezentują typowy humor tworzony przez tę autorkę. Humor w słuchowisku, a także sposób prowadzenia dialogu przypomina mocno Rossmówki Tadeusza Rossa. Odcinki są krótkie, kilkuminutowe. 
Pierwszym i najbardziej znanym duetem programu byli Jerzy Dobrowolski i Bohdan Łazuka. Później bywały inne, np:
- Jerzy Dobrowolski z Ireną Kwiatkowską
- Bohdan Łazuka z Wojciechem Pokorą
- Wojciech Pokora z Jackiem Janczarskim

Pod koniec lat 90., po długiej przerwie, nagrano kolejne odcinki, w których tym razem uczestniczyli Wojciech Pokora i Jerzy Bończak.

## Tytuł
Tytuł słuchowiska powstał od dialogu, od którego prawie zawsze rozpoczynał się odcinek:
- Serwus, jestem nerwus.
- Serwus, jestem samochodem.

Niektóre odcinki zaczynały się nieco inaczej od słów w rodzaju Dzień dobry, jestem z Kobry, jednak prawie wszystkie początkowe zaczynały się tak, jak napisano powyżej.